# 青山台 (神戸市)
青山台（あおやまだい）は、兵庫県神戸市垂水区の町名。一丁目から八丁目が設置されている。郵便番号は655-0873。

## 地理
垂水区の南東部に位置し、丘陵地帯に造成された住宅地域である。美山台と共にジェームス山団地を構成する。東は松風台、塩屋町、南は東垂水町、王居殿、西は美山台、北は名谷町、下畑町に接している。住居表示が実施されている。三丁目に神戸市立垂水東中学校がある。

## 歴史
1932年（昭和7年）頃から、イギリス人貿易商のアーネスト･ウィリアムス･ジェームスが青山台の南側、現在の塩屋町七丁目付近に外国人用の賃貸住宅を50棟開発した。このことから、この地周辺がジェームス山と呼ばれるようになった。ジェームスが1954年（昭和29年）に死去した後、当時の三洋電機の社長であった井植歳男が外国人用住宅と土地を買い取り、三洋系の土地会社が外国人向けに貸し出した。この会社が青山台・美山台をジェームス山団地として造成した。
1973年（昭和48年）に、東垂水町字高丸、字上平尾、字下平尾、字焼ケ平と塩屋町の各一部より一丁目から六丁目が成立した。（高丸は福田川西岸にも存在する地名であるが、これは海岸部からやや隔たった丘陵地帯を高丸と総称していたことによる。）

### 地名の由来
佳名である。

### 町名の変遷
| 実施後       | 実施年月日            | 実施前（各小字ともその一部）                         |
| ------------ | --------------------- | ---------------------------------------------------- |
| 青山台一丁目 | 1973年（昭和48年）6月 | 東垂水町字高丸、字上平尾、字下平尾、字焼ケ平、塩屋町 |
| 青山台二丁目 | 1973年（昭和48年）6月 | 東垂水町字高丸、字上平尾、字下平尾、字焼ケ平、塩屋町 |
| 青山台三丁目 | 1973年（昭和48年）6月 | 東垂水町字高丸、字上平尾、字下平尾、字焼ケ平、塩屋町 |
| 青山台四丁目 | 1973年（昭和48年）6月 | 東垂水町字高丸、字上平尾、字下平尾、字焼ケ平、塩屋町 |
| 青山台五丁目 | 1973年（昭和48年）6月 | 東垂水町字高丸、字上平尾、字下平尾、字焼ケ平、塩屋町 |
| 青山台六丁目 | 1973年（昭和48年）6月 | 東垂水町字高丸、字上平尾、字下平尾、字焼ケ平、塩屋町 |
| 青山台七丁目 |                       | 東垂水町                                             |
| 青山台八丁目 |                       | 東垂水町                                             |

## 世帯数と人口
2021年（令和3年）12月31日現在の世帯数と人口は以下の通りである。
| 町丁         | 世帯数    | 人口    |
| ------------ | --------- | ------- |
| 青山台一丁目 | 358世帯   | 813人   |
| 青山台二丁目 | 255世帯   | 558人   |
| 青山台三丁目 | 89世帯    | 202人   |
| 青山台四丁目 | 478世帯   | 901人   |
| 青山台五丁目 | 596世帯   | 1,142人 |
| 青山台六丁目 | 353世帯   | 483人   |
| 青山台七丁目 | 345世帯   | 759人   |
| 青山台八丁目 | 413世帯   | 984人   |
| 計           | 2,887世帯 | 5,842人 |

## 小・中学校の学区
市立小・中学校に通う場合、学区は以下の通りとなる。
| 丁目   | 番                                   | 小学校             | 中学校               |
| ------ | ------------------------------------ | ------------------ | -------------------- |
| 一丁目 | 1番〜7番、9番5号〜19号、10番1号〜6号 | 神戸市立塩屋小学校 | 神戸市立塩屋中学校   |
| 一丁目 | 11番〜28番                           | 神戸市立乙木小学校 | 神戸市立垂水東中学校 |
| 一丁目 | 上記以外                             | 神戸市立乙木小学校 | 神戸市立塩屋中学校   |
| 二丁目 | 1番〜4番、10番〜12番、17番〜18番     | 神戸市立塩屋小学校 | 神戸市立塩屋中学校   |
| 二丁目 | 上記以外                             | 神戸市立乙木小学校 | 神戸市立塩屋中学校   |
| 三丁目 | 全域                                 | 神戸市立乙木小学校 | 神戸市立垂水東中学校 |
| 四丁目 | 1番                                  | 神戸市立塩屋小学校 | 神戸市立塩屋中学校   |
| 四丁目 | 2番（西部）、3番〜8番                | 神戸市立乙木小学校 | 神戸市立垂水東中学校 |
| 四丁目 | 2番（東部）                          | 神戸市立乙木小学校 | 神戸市立塩屋中学校   |
| 五丁目 | 1番                                  | 神戸市立塩屋小学校 | 神戸市立塩屋中学校   |
| 五丁目 | 上記以外                             | 神戸市立乙木小学校 | 神戸市立塩屋中学校   |
| 六丁目 | 全域                                 | 神戸市立乙木小学校 | 神戸市立塩屋中学校   |
| 七丁目 | 全域                                 | 神戸市立乙木小学校 | 神戸市立塩屋中学校   |
| 八丁目 | 全域                                 | 神戸市立乙木小学校 | 神戸市立塩屋中学校   |

## 交通
山陽バスと神戸市営バスが運行されている。

### バス
青山台、松風台、青山台1丁目、垂水東中学校前、美山台1丁目停留所の各停留所がある。
| 系統         | 起点     | 経由バス停                                           | 終点       |
| ------------ | -------- | ---------------------------------------------------- | ---------- |
| 15           | 名谷駅   | 奥畑 あみだ堂 桃山台                                 | 青山台     |
| 23           | 垂水東口 | 千鳥が丘下 青山台 桃山台                             | つつじが丘 |
| 24(東垂水線) | 松風台   | 青山台7 美山台1 王居殿3 東垂水公民館前 乙木1 青山台7 | 松風台     |
| 30           | 松風台   | 塩屋北町                                             | 松風台     |

| 系統 | 起点     | 経由バス停                                                  | 終点           |
| ---- | -------- | ----------------------------------------------------------- | -------------- |
| 15   | 名谷駅前 | 北須磨高校前 つつじが丘 桃山台                              | 青山台         |
| 57   | 青山台   | 塩屋大谷 垂水東中学校前 王居殿3 垂水東口 王居殿3 大谷公園北 | 垂水東中学校前 |

## 施設
- 神戸市立青山台こばと幼稚園
- 神戸市立垂水東中学校
- ジェームス山自動車学院本校
- 神戸ジェームス山郵便局
- 垂水警察署 青山台交番
- 月の湯舟
- TSUTAYA ジェームス山店
- イオンジェームス山店
- コーナンジェームス山店

## 史跡
- 井植記念館